# Drepanosticta quadricornu
Drepanosticta quadricornu är en trollsländeart som beskrevs av Van Tol 2005. Drepanosticta quadricornu ingår i släktet Drepanosticta och familjen Platystictidae. Inga underarter finns listade i Catalogue of Life.